# Tossal de les Forques (Cervià de les Garrigues)
El Tossal de les Forques és una muntanya de 501 metres que es troba al municipi de Cervià de les Garrigues, a la comarca catalana de les Garrigues.